# Loharpatti
Loharpatti (nep. लोहारपट्टी) – gaun wikas samiti w środkowej części Nepalu w strefie Dźanakpur w dystrykcie Mahottari. Według nepalskiego spisu powszechnego z 2001 roku liczył on 1373 gospodarstw domowych i 7822 mieszkańców (3762 kobiet i 4060 mężczyzn).